# Шабу, Эжен
Мори́с Эже́н Шабу́ (фр. Eugène Chaboud; 22 апреля 1907, Лион — 28 декабря 1983, Монфермей) — французский пилот автогоночной серии Формула-1. Участвовал в трёх Гран-при Чемпионата мира по Формуле-1 (дебютировав 18 июня 1950 года на Гран-при Бельгии), многочисленных внезачётных Гран-при и других видах автогонок. За время карьеры набрал одно очко в официальном зачете.
Сын известного бизнесмена, Шабу в юности был успешным атлетом, однако после встречи с Жаном Тремуле он заинтересовался автоспортом, дебютировав в 1936 году на автомобиле Delahaye. В течение года он принял участие во многих местных гонках, а в 1937 году вместе с Тремуле выиграл 24 часа Ле-Мана, более половины дистанции проехав на одной прямой передаче. В следующем году Шабу вновь выигрывает соревнование в Ле-Мане, а затем подтверждает своё мастерство выиграв ралли Шамони. В 1939 основал команду Ecurie Francia и одержал вторую крупную победу, выиграв шоссейную гонку Париж — Ницца.
После войны Эжен возобновил гоночную карьеру приняв участие в первой послевоенной гонке в Буллонском лесу, по итогам которой занял третье место, уступив Жан-Пьеру Вимию и Раймону Соммеру. В 1946 году Шабу выигрывает Гран-при Бельгии, а также участвует в ряде локальных французских гонок. В 1947 году входит в состав Ecurie Francia, совместив должности гонщика и спортивного директора. В дополнение к Delahaye 135S команда приобретает автомобиль фирмы Talbot, на котором Шабу выигрывает гонки в Марселе и Перпиньяне.
После того, как место первого пилоты было передано Луи Широну, Шабу уходит из команды и вместе с Шарлем Поцци основывает Ecurie Leutitia, в которой продолжает выступать на своем Delahaye. В 1950 году получает приглашение занять место гонщика в команде Talbot-Lago вместо травмированного Эжена Мартена. Наивысшим его достижением становится пятое место на Гран-при Франции которое он раздедил с Филиппом Этанселеном.
Шабу ушёл из автоспорта после сильной аварии на гонках в Ле-Мане в 1952 году . Продолжал изредка участвовать в ралли до 1953 года, а после занялся собственным бизнесом.

## Результаты в Формуле-1
| Легенда к таблице |                                                                    |
| --- | ------------------------------------------------------------------ |
| В таблице перечислены результаты всех Гран-при Формулы-1, в которых принимал участие гонщик. Строками таблицы являются сезоны, столбцами — этапы чемпионата мира. В каждой клетке указаны сокращённое название этапа и результат, дополнительно обозначенный цветом. Расшифровка обозначений и цветов представлена в нижеследующей таблице. |                                                                    |
| \| Пример \| Описание \| \| ------------ \| ------------------------------------------------------------------ \| \| 1 \| Победитель \| \| 2 \| Второе место \| \| 3 \| Третье место \| \| 5 \| Финишировал, заработав очки \| \| Сход \| Не финишировал, но при этом заработал очки \| \| 12 \| Финишировал, не получив очков \| \| НКЛ \| Финишировал, но не попал в финальную классификацию \| \| 15 \| Участвовал вне зачёта, либо по отдельной классификации \| \| 18 \| Не финишировал, но попал в финальную классификацию \| \| Сход \| Не финишировал \| \| НКВ \| Не прошёл квалификацию \| \| НПКВ \| Не прошёл предквалификацию \| \| ДСК \| Дисквалифицирован \| \| ИСК \| Исключён из протокола соревнований \| \| ТТ \| Заявлен для участия только в тренировках \| \| НС \| Участвовал в квалификации, но не стартовал в гонке \| \| Т \| Травмирован или болен \| \| ОТК \| Отказ от участия \| \| НТР \| Прибыл на соревнования, но на трассу не выезжал \| \| НПР \| Был заявлен в числе участников, но не прибыл к началу соревнований \| \| О \| Соревнования отменены \| \| \| Не участвовал \| \| Поул-позиция \| \| \| Быстрый круг \| \| |                                                                    |
| Пример | Описание                                                           |
| 1 | Победитель                                                         |
| 2 | Второе место                                                       |
| 3 | Третье место                                                       |
| 5 | Финишировал, заработав очки                                        |
| Сход | Не финишировал, но при этом заработал очки                         |
| 12 | Финишировал, не получив очков                                      |
| НКЛ | Финишировал, но не попал в финальную классификацию                 |
| 15 | Участвовал вне зачёта, либо по отдельной классификации             |
| 18 | Не финишировал, но попал в финальную классификацию                 |
| Сход | Не финишировал                                                     |
| НКВ | Не прошёл квалификацию                                             |
| НПКВ | Не прошёл предквалификацию                                         |
| ДСК | Дисквалифицирован                                                  |
| ИСК | Исключён из протокола соревнований                                 |
| ТТ | Заявлен для участия только в тренировках                           |
| НС | Участвовал в квалификации, но не стартовал в гонке                 |
| Т | Травмирован или болен                                              |
| ОТК | Отказ от участия                                                   |
| НТР | Прибыл на соревнования, но на трассу не выезжал                    |
| НПР | Был заявлен в числе участников, но не прибыл к началу соревнований |
| О | Соревнования отменены                                              |
| | Не участвовал                                                      |
| Поул-позиция |                                                                    |
| Быстрый круг |                                                                    |

| Сезон | Команда            | Шасси               | Двигатель | Ш | 1   | 2   | 3   | 4     | 5        | 6      | 7   | 8   | Место | Очки |
| ----- | ------------------ | ------------------- | --------- | - | --- | --- | --- | ----- | -------- | ------ | --- | --- | ----- | ---- |
| 1950  | Ecurie Lutetia     | Talbot-Lago T26C    | Talbot L6 | D | ВЕЛ | МОН | 500 | ШВА   | БЕЛ Сход | ФРА НС | ИТА |     | 20    | 1    |
| 1950  | Philippe Étancelin | Talbot-Lago T26C-DA | Talbot L6 | D | ВЕЛ | МОН | 500 | ШВА   |          | ФРА 5  | ИТА |     | 20    | 1    |
| 1951  | Eugène Chaboud     | Talbot-Lago T26C-GS | Talbot L6 | D | ШВА | 500 | БЕЛ | ФРА 8 | ВЕЛ      | ГЕР    | ИТА | ИСП | —     | 0    |